# ويسترلي (رود آيلاند)
ويسترلي (بالإنجليزية: Westerly)‏ هي بلدة تقع بولاية رود آيلاند في الولايات المتحدة. تبلغ مساحتها 193.8 (كم²)، وترتفع عن سطح البحر 11 م، بلغ عدد سكانها 22787 نسمة في عام 2010 حسب إحصاء مكتب تعداد الولايات المتحدة وتصل الكثافة السكانية فيها 292.5 نسمة/كم2.

## أعلام
- هارييت بابكوك
- إلين فيتز بندلتون
- فاولر بوتير
- دارين ماين
- هربرت أو. دان
- جورج غريلي
- أنتوني دورانت

## وصلات خارجية
- The US50 - Cities and Towns in Rhode Island State
- Rhode Island Cities and Towns, Facts, Map, Flag, Colleges, Government, and More